# Qutan-Kloster
| Tibetische Bezeichnung                                                                                |
| --- |
| Tibetische Schrift: གྲོ་ཚང་ལྷ་ཁང་གཽ་ཏམ་སྡེ། གྲོ་ཚང་དགོན་པ། གྲོ་ཚང་རྡོ་རྗེ་འཆང།                                       |
| Wylie-Transliteration: gro tshang lha khang gō tam sde, gro tshang dgon pa, gro tshang rdo rje ’chang |
| Aussprache in IPA: [ʈʂʰotsʰaŋ ɬakʰaŋ kotamte], [ʈʂʰotsʰaŋ kø̃pa], [ʈʂʰotsʰaŋ toːtɕetɕʰaŋ]              |
| Offizielle Transkription der VRCh: Chocang Lhakang Godamde, Chocang Goinba, Chocang Dorjêqang         |
| THDL-Transkription: Drotsang Lhakhang Gotamde, Drotsang Gönpa, Drotsang Dorjechang                    |
| Andere Schreibweisen: Drotsang Gonpa                                                                  |
| Chinesische Bezeichnung                                                                               |
| Traditionell: 瞿曇寺                                                                                  |
| Vereinfacht: 瞿昙寺                                                                                   |
| Pinyin:Qútán Sì                                                                                       |

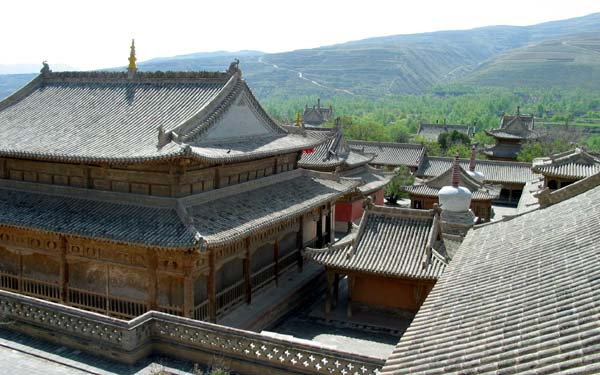
Im Kloster Qutan Si

Das Qutan-Kloster, Gautama-Kloster oder Drotsang Gonpa im Kreis Ledu, Regierungsbezirk Haidong, Qinghai, Volksrepublik China, ist ein tibetisches Kloster, es liegt ca. 70 km südöstlich von Xining und 21 km südlich von der Kreisstadt Ledu. Es wurde in der Zeit der Ming-Dynastie erbaut und wirkt wie eine Miniaturanlage des Kaiserpalastes in Beijing. Die älteste Halle geht auf das Jahr 1392 zurück. Damit ist es nicht nur ein bedeutender chinesisch-tibetischer buddhistischer Architektur-Komplex in Nordwestchina, sondern stellt in ihrer Bausubstanz die älteste erhaltene Klosteranlage in Amdo dar.

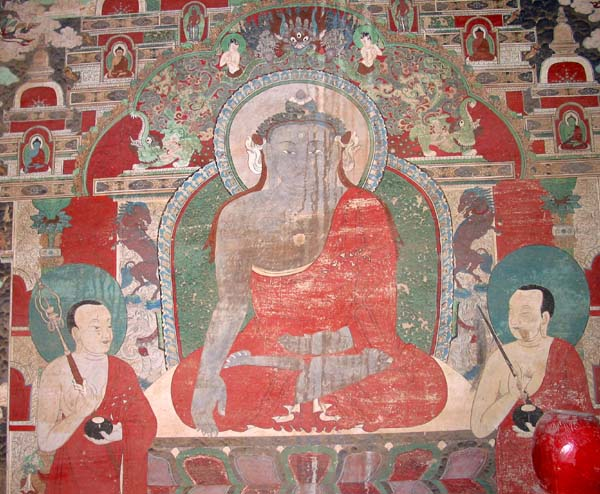
Wandmalereien im Qutan-Kloster

Seit 1982 stehen das Kloster und vor allem die darin sehr gut erhaltenen bis zu 600 Jahre alten Wandmalereien auf der Liste der Denkmäler der Volksrepublik China in Qinghai (2-34).